# クロハサミアジサシ
クロハサミアジサシ（学名：Rynchops niger）は、チドリ目ハサミアジサシ科に分類される鳥類の一種である。

## 分布
アメリカの東部の大西洋側の地域（ニュージャージー州）からメキシコ湾沿岸、中央アメリカ、南アメリカ南部（チリ南部、アルゼンチン中部）に分布する。

## 生態
大きな河川の下流から中流の土手や河原に営巣する。中規模のコロニーを形成し、しばしば他のアジサシ類と混合コロニーとなる。1腹3-7個の卵を産み、抱卵期間は21-23日である。抱卵は雌のみが行う。

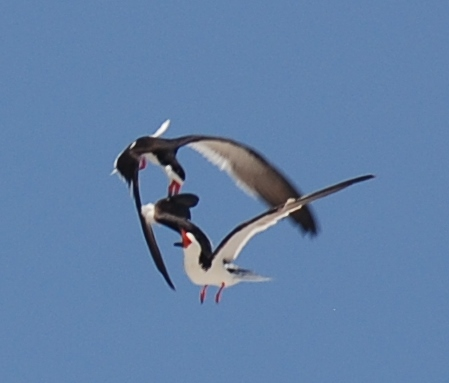
コアバンクス、ノースカロライナ州での営巣

## 摂食
小魚、昆虫、甲殻類、軟体動物を捕る時は、水面上の低空飛行を行い、水面に下の嘴に引っかけ食べる。

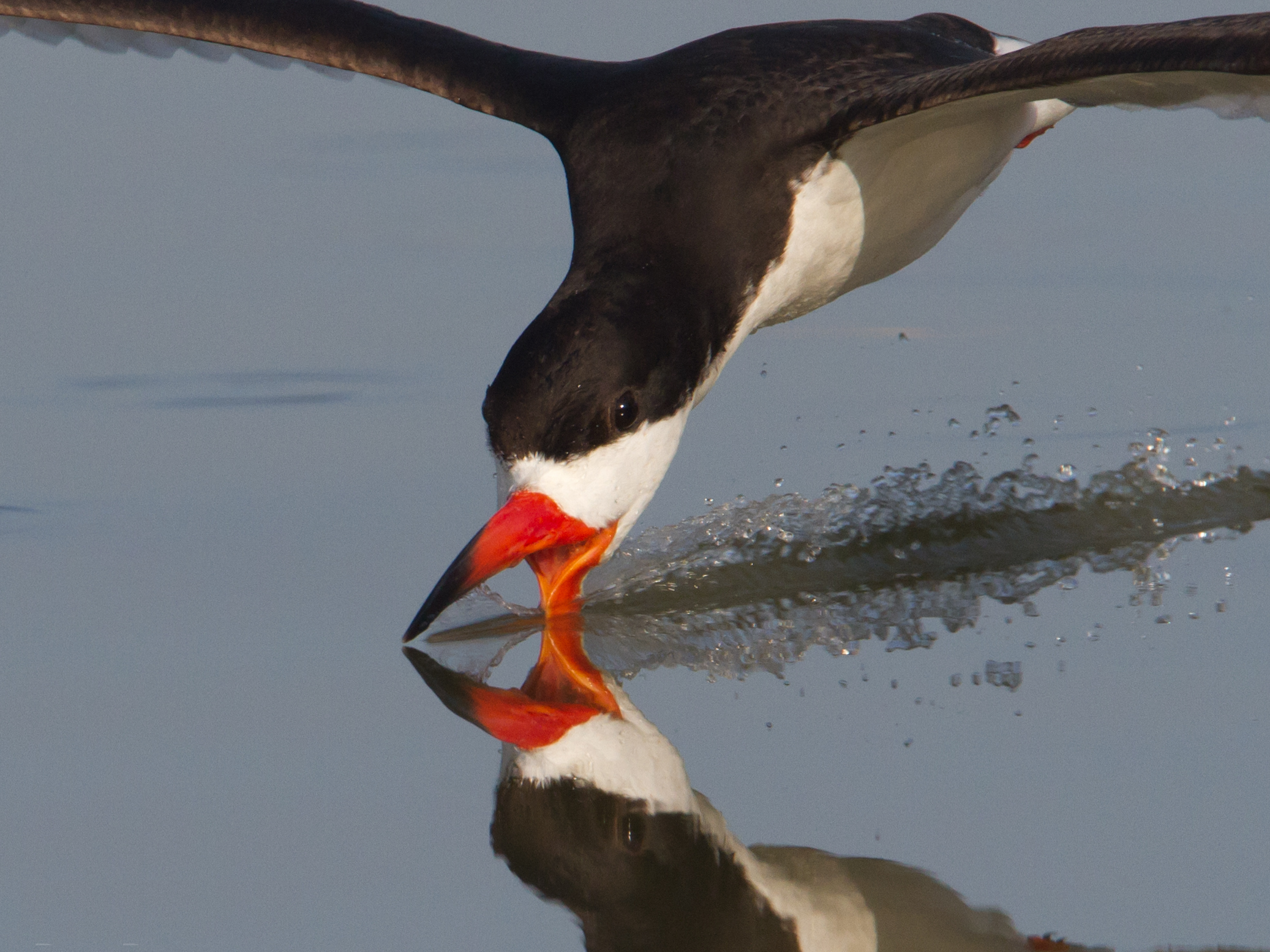
テキサス州クインターナ市

## ギャラリー

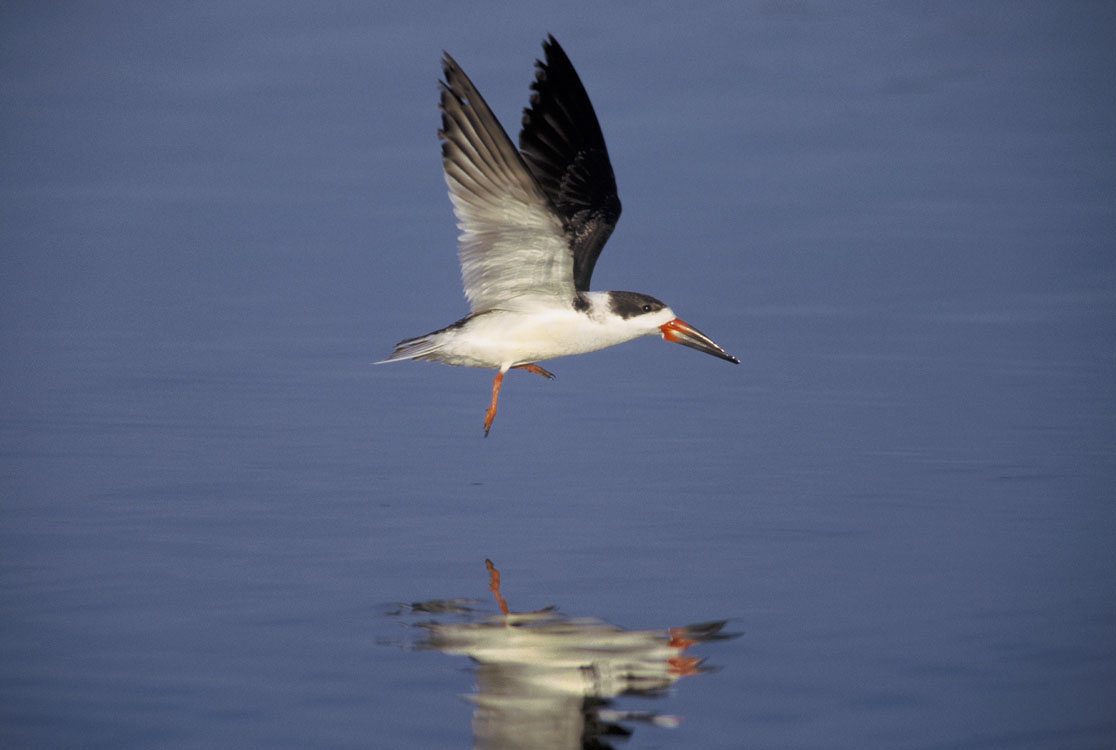
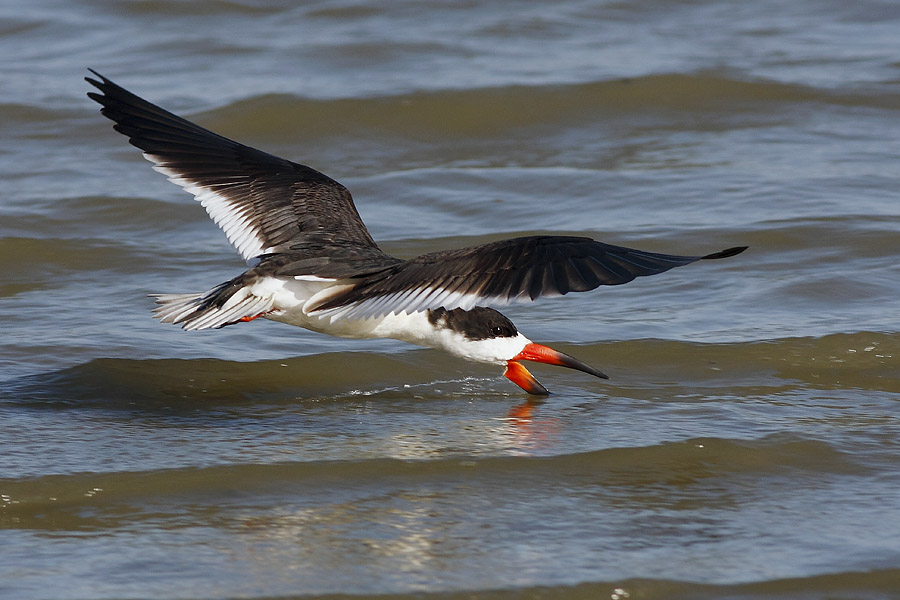